# マイアール
マイアール（Maiar、単数形はマイア、Maia）は、J・R・R・トールキンの中つ国を舞台とした小説、『指輪物語』、『シルマリルの物語』に登場する種族。
エル・イルーヴァタールによって作られたアイヌアの中で、一般的にアルダ（中つ国のある世界）に降りたアイヌアの中でヴァラールより地位や力が劣る者達を指す架空の神格であるが、マイアール以外にも多数のアイヌアがいたとされる。トールキンの世界観から言えば下級精霊・小神・従属神に相当するものと思われる。

## 概要
マイアールとはクウェンヤで「美」（the Beautiful）を意味する。彼らの総数はエルフたちには知られておらず、またその名を知られているものもごく僅かである。何故となれば、中つ国においてマイアールは滅多にエルフや人間の目に見える姿で現れたことがないからである。ヴァラールではないアイヌアは皆全てマイアールという訳ではなく、例えば、トム・ボンバディル、ゴールドベリと彼女の親、モルゴスやサウロンに従っていた多数の悪霊や悪魔などの様に、厳密な正体は不明だが描写からアイヌアと思わしい存在も多数存在する。
マイアールは彼らの臣下であり、召使いであり、助言者であり、世界を形造るのを共に手伝った。ヴァラールは多くのマイアールを自分たちの方に引き寄せたが、その中には彼らより劣るマイアもいれば、彼らに比肩し得るほどの偉大なマイアもいた。一般的にはヴァラールよりも力が劣るとされるが、それでもエルフや人間などとは比較にならないほどの強大な力を持っている。例を挙げると、前述の通り天地創造に携わり、天候を操り災害を引き起こしたり、非常に大規模に地形を変えたり、マイアールの軍勢が参戦した戦争（怒りの戦い）では、大陸に匹敵する広大な土地が破壊され海に沈んでいる。ヌメノールの崩壊時には、サウロンがマンウェの雷撃を防いでいるが、マンウェの全力の雷撃だったのかは定かではない。
マイアールの長はマンウェの伝令であり旗持ちであるエオンウェと、ヴァルダの侍女であるイルマレである。各マイアはそれぞれ特定のヴァラに仕えており、例えばオッセとウイネンはウルモに属しており、クルモやサウロンはアウレの使徒であった。
一部のマイアールはメルコールの誘惑により堕落し、世界を害する悪神や悪魔や悪霊と成り果てた。それらの中でも恐るべき者共が、火の鞭を振るうバルログたちであり、そしてメルコールの右腕となるサウロンである。彼ら堕落したマイアールは否定形の接頭辞であるÚを付けたウーマイアール（Úmaiar）と呼ばれるようになった。
『指輪物語』の中で出てくるイスタリのガンダルフやサルマン、ラダガストは中つ国に遣わされたマイアールであったともいわれ、他にマイアのうちよく知られるものにはシンゴルの妃メリアンがいる。
なお、マイアという語はギリシア神話またはローマ神話にも見られる。

## 男性格のマイア

### エオンウェ
最も力あるマイアールの一柱。マンウェの旗持ちであり伝令使でもある。

### オッセ
ウルモの従者。中つ国沿岸の海を司り、ウイネンと並び自由の民に最もよく知られているマイアールである。

### サルマール
サルマール（Salmar）はウルモの従者である。ウルモとともにアルダにやって来た。ウルモの吹く大角笛ウルムーリの制作者で、この角笛の音は一度聞いたら決して忘れることはないという。

### サウロン
アウレの元従者。アウレの民の伝承ではずっと力あるものとされていた。メルコールに誘惑され堕落し、彼の召使いの中で最も力あるものとなる。

### ティリオン
オロメの従者。月の舟の舵を取る者。

### ゴスモグ
バルログの長。アングバンドの総大将。

### クルモ（サルマン）
アウレの使徒。イスタリの長、白のサルマンとしてサウロン打倒のため中つ国に赴く。後に堕落する。

### オローリン（ガンダルフ）
マンウェとヴァルダの使徒。イスタリとして灰色のガンダルフとなりサウロン打倒のため中つ国に赴く。後にサルマンに代わって白の賢者となる。

### アイウェンディル（ラダガスト）
ヤヴァンナの使徒。イスタリとして茶色のラダガストとなりサウロン打倒のため中つ国に赴く。

### アラタールとパルランド（もしくはモリネフタールとローメスターモ）
アラタールとパルランドはオロメの使徒であった。二人とも青のイスタリとしてサウロン打倒のため中つ国に赴いた。モリネフタールとローメスターモは異稿に出てくるもので、青のイスタリであるのは同じだが、どのヴァラに仕えているかは不明となっている。

### ドゥリンの禍
第三紀に目覚めてモリアを荒廃させたバルログ。

## 女性格のマイア

### イルマレ
イルマレ（Ilmarë）は、J・R・R・トールキンの中つ国を舞台とした小説『シルマリルの物語』の登場人物。星々の女王ヴァルダの侍女。アルダの長上王マンウェの伝令エオンウェとともにマイアールの最上位にあるとされる。『ヴァラクウェンタ』で紹介され、以後は登場しない。
初期の案ではマンウェとヴァルダの娘であり、エオンウェの姉妹であると考えられていた。しかし後に“ヴァラールの子供”という概念は却下され、ヴァルダの侍女となった。

### ウイネン
ウルモの従者であり海の妃と呼ばれる。オッセの配偶者に当たる。

### メリアン
エステとヴァーナの従者。偉大な力と智慧を備えたマイエである。後にエルウェの后となり、間にルーシエンをもうける。

### アリエン
月を司るティリオンよりも力あるマイエ。おそらくヴァーナか、ヴァルダの従者であると思われる。火の精であり太陽の運行を司っている。